# 마이크 라몬
마이크 라몬(Mike Ramone, 1961년 7월 11일 ~ )는 미국의 정치인이다.

## 학력
- 델라웨어 대학교

## 경력
- 2008.11 ~ 2024.11 제145·146·147·148·149·150·151·152대 델라웨어주 제21구 하원의원
- 2023.01 ~ 2024.11 델라웨어주 공화당 하원 소수당 대표

## 역대 선거 결과
| 선거명      | 직책명                            | 대수  | 정당   | 득표율  | 득표수    | 결과 | 당락                 |
| ----------- | --------------------------------- | ----- | ------ | ------- | --------- | ---- | -------------------- |
| 2000년 선거 | 카운티의원 (뉴캐슬 카운티 선거구) | -대   | 공화당 | 43.62%  | 87,462표  | 2위  | 낙선                 |
| 2002년 선거 | 상원의원 (델라웨어 제8부)         | 142대 | 공화당 | 48.90%  | 6,134표   | 2위  | 낙선                 |
| 2006년 선거 | 상원의원 (델라웨어 제8부)         | 144대 | 공화당 | 42.21%  | 5,608표   | 2위  | 낙선                 |
| 2008년 선거 | 하원의원 (델라웨어 제21선거구)    | 145대 | 공화당 | 55.14%  | 5,474표   | 1위  | 델라웨어 주의원 당선 |
| 2010년 선거 | 하원의원 (델라웨어 제21선거구)    | 146대 | 공화당 | 100.00% | 5,356표   | 1위  | 델라웨어 주의원 당선 |
| 2012년 선거 | 하원의원 (델라웨어 제21선거구)    | 147대 | 공화당 | 100.00% | 7,629표   | 1위  | 델라웨어 주의원 당선 |
| 2014년 선거 | 하원의원 (델라웨어 제21선거구)    | 148대 | 공화당 | 80.75%  | 4,048표   | 1위  | 델라웨어 주의원 당선 |
| 2016년 선거 | 하원의원 (델라웨어 제21선거구)    | 149대 | 공화당 | 82.17%  | 7,574표   | 1위  | 델라웨어 주의원 당선 |
| 2018년 선거 | 하원의원 (델라웨어 제21선거구)    | 150대 | 공화당 | 52.08%  | 5,114표   | 1위  | 델라웨어 주의원 당선 |
| 2020년 선거 | 하원의원 (델라웨어 제21선거구)    | 151대 | 공화당 | 52.56%  | 6,703표   | 1위  | 델라웨어 주의원 당선 |
| 2022년 선거 | 하원의원 (델라웨어 제21선거구)    | 152대 | 공화당 | 50.24%  | 4,363표   | 1위  | 델라웨어 주의원 당선 |
| 2024년 선거 | 델라웨어 주지사                   | 76대  | 공화당 | 43.93%  | 219,050표 | 2위  | 낙선                 |